# Заслужений майстер спорту України

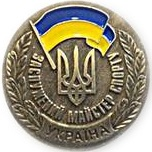
Нагрудний знак до звання заслуженого майстра спорту України

Заслужений майстер спорту України — почесне спортивне звання, встановлене у 1993 році. Присуджується спортсменам, які зробили визначний внесок у досягнення українського спорту.
Першим це звання отримав у 1993 році легкоатлет Сергій Бубка. До 2009 року ним нагороджували виключно громадян України. Першими іноземцями, які удостоїлися звання ЗМС України, стали футболісти-легіонери донецького «Шахтаря» за перемогу в Кубку УЄФА 2009.

## Умови присвоєння спортивного звання «Заслужений майстер спорту України»
Спортивне звання «Заслужений майстер спорту України» присвоюється спортсменам за умови виконання таких класифікаційних норм та вимог:
а) в олімпійських видах спорту:
| Спортивні змагання                                                                | Місця, зайняті спортсменами | Мінімальна кількість місць |
| --------------------------------------------------------------------------------- | --------------------------- | -------------------------- |
| Олімпійські ігри                                                                  | 1-3                         | 1                          |
| Всесвітні ігри, Чемпіонат світу*                                                  | 1-3                         | 1                          |
| Європейські ігри, Чемпіонат Європи                                                | 1                           | 2                          |
| Чемпіонат Європи                                                                  | 2-3                         | 3                          |
| Чемпіонат Європи (у разі проведення змагань один раз на 2 або один раз на 4 роки) | 1                           | 1                          |
| Всесвітні ігри з єдиноборств (олімпійські види спорту)*                           | 1                           | 3                          |

Примітка: Змагання "Великий шолом" з тенісу прирівнюються до чемпіонату світу
б) в неолімпійських та національних видах спорту та спортивних дисциплінах в олімпійських видах спорту, що не включені до програми Олімпійських ігор:
| Спортивні змагання                                        | Місця, зайняті спортсменами | Мінімальна кількість місць |
| --------------------------------------------------------- | --------------------------- | -------------------------- |
| Всесвітні ігри                                            | 1-3                         | 1                          |
| Всесвітні ігри з єдиноборств (неолімпійські види спорту)* | 1                           | 1                          |
| Всесвітні інтелектуальні ігри                             | 1                           | 1                          |
| Чемпіонат світу                                           | 1-2                         | 2                          |
| Чемпіонат світу                                           | 2-3                         | 3                          |
| Всесвітня олімпіада (шахи)                                | 1-3                         | 1                          |

Примітки: За умови якщо спортсмен посів 1—3 місце у чемпіонаті світу з відповідного виду спорту, який відбувся за рік проведення Всесвітніх ігор з єдиноборств.
 
Обов'язковими умовами є: 
- участь спортсмена у відповідних спортивних змаганнях у складі окремої офіційної делегації національної збірної команди України, затвердженої наказом Мінмолодьспорту в установленому порядку;
- участь в одній спортивній дисципліні спортсменів — представників не менше 14 країн у чемпіонаті світу.
- У разі участі в одній спортивній дисципліні спортсменів - представників від 7 до 13 країн у чемпіонаті світу вимоги до мінімальної кількості місць подвоюються.
- У разі участі в одній спортивній дисципліні спортсменів — представників менше 7 країн у чемпіонаті світу вимоги до мінімальної кількості місць потроюються.

в) у видах спорту інвалідів, які включені до програм Паралімпійських і Дефлімпійських ігор:
| Спортивні змагання  | Місця, зайняті спортсменами | Мінімальна кількість місць |
| ------------------- | --------------------------- | -------------------------- |
| Паралімпійські ігри | 1                           | 2                          |
| Дефлімпійські ігри  | 1                           | 2                          |
| Чемпіонат світу     | 1                           | 2                          |
| Паралімпійські ігри | 2-3                         | 3                          |
| Дефлімпійські ігри  | 2-3                         | 3                          |
| Чемпіонат світу     | 2-3                         | 3                          |

г) у видах спорту інвалідів, які не включені до програм Паралімпійських і Дефлімпійських ігор:
| Спортивні змагання | Місця, зайняті спортсменами | Мінімальна кількість місць |
| ------------------ | --------------------------- | -------------------------- |
| Чемпіонат світу    | 1-3                         | 5                          |

Примітка: При присвоєнні спортивного звання «Заслужений майстер спорту України» не допускається поєднання результатів спортсменів, що посіли місця на змаганнях різних рангів.